# Axyrostola
Axyrostola là một chi bướm đêm thuộc họ Gelechiidae.